# Canthigaster petersii
Canthigaster petersii, tên thông thường là cá nóc Peter, là một loài cá biển thuộc chi Canthigaster trong họ Cá nóc. Loài này được mô tả lần đầu tiên vào năm 1854.

## Phân bố và môi trường sống
C. petersii có phạm vi phân bố rộng khắp vùng biển Ấn Độ Dương. Loài này được tìm thấy từ KwaZulu-Natal, Nam Phi, ngược lên phía bắc, dọc theo bờ biển Đông Phi (bao gồm Madagascar và các hòn đảo, bãi đá xung quanh) đến vịnh Aden. Từ vịnh Aden, C. petersii được tìm thấy dọc theo phía nam bán đảo Ả Rập, băng qua bờ biển các nước Nam Á (bao gồm các quần đảo phía nam) đến biển Andaman, xuống phía nam đến phía tây Sumatra và tây bắc Java. C. petersii được tìm thấy ở xung quanh các rạn san hô ở độ sâu khoảng từ 50 m trở lại.

## Mô tả
C. petersii trưởng thành có kích thước tối đa được ghi nhận là khoảng 9 cm. Cơ thể của C. petersii có màu nâu, chi chít những đốm màu xanh lục lam và trắng. Khu vực xung quanh mắt và lưng có các đường vân màu xanh sáng; và một đốm đen lớn nổi bật trên gốc vây lưng. Vây đuôi được bo tròn.
Số gai ở vây lưng: 0; Số tia vây mềm ở vây lưng: 8 - 10; Số gai ở vây hậu môn: 0; Số tia vây mềm ở vây hậu môn: 8 - 10; Số tia vây mềm ở vây ngực: 16 - 18.
Cũng như những loài cá nóc khác, C. petersii có khả năng sản xuất và tích lũy các độc tố như tetrodotoxin và saxitoxin trong da, tuyến sinh dục và gan. Mức độ độc tính khác nhau tùy theo từng loài, và cũng phụ thuộc vào khu vực địa lý và mùa.
Thức ăn của C. petersii rất đa dạng, bao gồm rong tảo, các loài động vật giáp xác và động vật thân mềm. Cá trưởng thành thường bơi thành đôi hoặc sống đơn độc. C. petersii được đánh bắt nhằm mục đích thương mại cá cảnh.